# Kılıçarslan Kopuz
Kılıçarslan Kopuz (* 19. März 1977 in Rize) ist ein türkischer Fußballtorhüter.

## Karriere
Kopuz begann seine Profikarriere 1998 beim Zweitligisten Çaykur Rizespor. Hier saß er eineinhalb Spielzeiten auf der Ersatzbank bzw. spielte für die Reservemannschaft. In der Rückrunde der Saison 1999/2000 wurde er ab April 2000 Stammtorhüter und behielt diese Stellung bis zum Saisonende. Mit seiner Mannschaft wurde er Playoff-Sieger der Zweitligasaison 1999/2000 und stieg in die Süper Lig auf. Zur nächsten Saison verlor er seinen Stammplatz an die beiden Torhüter Murat Yiğiter und Souleymanou Hamidou und kam nur in einer Pokalpartie zum Einsatz. In der nachfolgenden Saison 2001/02 absolvierte er fünf Erstligaspiele. Zum Saisonende stieg er mit Rizespor ab, erreichte aber mit seinem Verein durch die errungene Vizemeisterschaft den direkten Wiederaufstieg. 
Nach diesem Erfolg verließ er Rizespor, wechselte zum Drittligisten Zonguldakspor und spielte für diesen Verein eine Saison lang. Zur neuen Saison wechselte er zum Viertligisten Ofspor und nach einer halben Saison zum Viertligisten Pazarspor. Mit Pazarspor erreichte er in der Saison 2004/05 die Meisterschaft der TFF 3. Lig und stieg in die TFF 2. Lig auf. Nach zwei Drittligajahren bei Pazarspor verließ er diesen Verein wieder. 
Anschließend wechselte er zum Sommer 2007 zum Zweitligisten Kocaelispor. Hier stieg er auf Anhieb zum Stammtorhüter auf. Mit seinem Team erreichte er zum Saisonende die Meisterschaft der TFF 1. Lig und stieg in die Süper Lig auf. Er spielte eine weitere Spielzeit für diesen Verein und verließ den Verein nach misslungenem Klassenerhalt.
Zur Saison 2009/10 heuerte er beim Erstligisten Altay Izmir an und spielte hier eine Saison lang. Anschließend wechselte er innerhalb der Liga zu Samsunspor. Hier saß er die erste Saison fast ausschließlich auf der Ersatzbank. Zum Saisonende wurde er mit seinem Team Vizemeister der Liga und stieg in die Süper Lig auf. Nach dem Aufstieg blieb er bei diesem Verein. Zur Rückrunde der Saison 2011/12 wechselte er dann zum Drittligisten Ofspor. Bereits zum Saisonende verließ er Ofspor und wechselte innerhalb der Liga zu Bandırmaspor.

## Erfolge
- Mit Çaykur Rizespor
  - Playoff-Sieger der TFF 1. Lig: 1999/2000
  - Vizemeister der TFF 1. Lig: 2002/03
  - Aufstieg in die Süper Lig: 1999/2000, 2002/03

- Mit Kocaelispor
  - Meister der TFF 3. Lig: 2004/05
  - Aufstieg in die TFF 2. Lig: 2004/05

- Mit Kocaelispor
  - Meister der TFF 1. Lig: 2007/08
  - Aufstieg in die Süper Lig: 2007/08

- Mit Samsunspor
  - Vizemeister der TFF 1. Lig: 2010/11
  - Aufstieg in die Süper Lig: 2010/11